# Euchromadora tridentata
Euchromadora tridentata är en rundmaskart. Euchromadora tridentata ingår i släktet Euchromadora, och familjen Chromadoridae. Arten är reproducerande i Sverige.